# Окаянная Дженет
«Окаянная Дженет» (также «Джанет продала душу дьяволу», англ. Thrawn Janet, букв. «скрюченная Дженет») — рассказ Р. Л. Стивенсона об одержимой дьяволом женщине, опубликованный в 1881 году в журнале Cornhill Magazine и впоследствии вошедший в сборник Стивенсона «Весёлые Молодцы и другие рассказы и басни».

## Язык
Не считая первых вступительных абзацев, рассказ написан на шотландском языке, что придаёт ему характер народной легенды. «Окаянная Дженет» является одним из двух рассказов Стивенсона на шотландском наряду с «Историей Тода Лапраика» (The Tale of Tod Lapraik) из 15-й главы романа «Катриона».
Сам Стивенсон в письме от апреля 1893 года отмечал: «“Тод Лапраик” это образец живого шотландского; если бы я не написал ничего, кроме него и “Окаянной Дженет”, я бы всё равно был писателем».

## Сюжет
Повествование начинается с рассказа о старом пасторе в шотландской деревушке, который известен своими впечатляющими проповедями, нередко пугающими прихожан. Затем следует рассказ о случае, произошедшем за пятьдесят лет до этого, в 1714 году, когда ещё совсем молодой пастор был прислан в деревню.
Пастор поселился в доме, стоящем в отдалении от деревни, и подыскал пожилую женщину Дженет, которая должна была смотреть за хозяйством. Прихожане были недовольны выбором пастора, потому что подозревали, что эта женщина — ведьма, и решили бросить её в реку, чтобы проверить это. Однако пастор вмешался и спас Дженет, которая по его просьбе произнесла слова отречения от дьявола.
На следующий день Дженет сильно изменилась, как будто её разбил паралич: её голова стала свисать набок, а речь стала неразборчивой. Тем не менее, пастор оставил её у себя в качестве служанки. Однажды летом, когда наступила небывалая жара, пастор увидел на старом кладбище чёрного хромого человека, который, убегая от пастора, вошёл в его дом. В доме, однако, человека не оказалось, а была только Дженет.
Ночью пастор услышал шум борьбы в комнате Дженет и, войдя туда, увидел её мёртвой и висящей на гвозде. Он вышел из дома, но через некоторое время ожившая Дженет пошла вслед за ним и остановилась перед ним. Пастор призвал Бога, чтобы Дженет ушла в могилу, если мертва, и в ад, если одержима дьяволом, и Дженет рассыпалась в прах.
На следующий день люди в разных местах в округе видели уходившего из деревни чёрного человека.